# HD 219290
HD 219290 — белая звезда главной последовательности, находящаяся в созвездии Андромеда на расстоянии приблизительно 387,81 св. лет от Земли. По состоянию на 2007 год, радиус звезды оценивается в 2,3 солнечного радиуса. Исходя из отрицательной радиальной скорости, звезда приближается к Солнцу. Планет у HD 219290 обнаружено не было. Звезда видима невооружённым глазом на ночном небе.